# Миркасимов, Мир Асадулла Мир Алескер оглы
Мир Асадулла Мир Алескер оглы Миркаси́мов (азерб. Mir Əsədulla Mir Ələsgər oğlu Mirqasımov), также Мирасадулла Миралескер оглы Миргасымов (азерб. Mirəsədulla Mirələsgər oğlu Mirqasımov); — 17 ноября 1883, Баку — 20 июля 1958, Баку) — первый учёный-хирург азербайджанец, доктор медицинских наук, профессор, академик АН Азербайджанской ССР, основатель современного медицинского образования и науки в Азербайджане, первый президент Академии наук Азербайджана.

## Общие сведения

Дом в Баку, в котором жил Миркасимов

Родился 17 ноября 1883 года в городе Баку.
В 1913 году окончил медицинский факультет Императорского Новороссийского университета (в Одессе).
В 1927 году стал доктором медицинских наук, в 1929 году профессором, в 1945 году академиком АН Азербайджанской ССР и первым её президентом. Миркасимов был один из организаторов АН Азербайджана и Медицинского университета.
В 1929—1958 гг. профессор, а затем заведующий кафедрой госпитальной хирургии.
В 1945—1947 гг. — Президент АН Азербайджанской ССР. По воспоминаниям его сына Октая Мир-Касимова, Мирасадулла Миркасимов был уволен с этой должности по причине того, что ответил отказом на предложение Мирджафара Багирова вступить в ряды Коммунистической партии, обосновав отказ тем, что он верит в Бога и уже давал клятву — клятву Гиппократа, и этого ему достаточно.
Скончался 20 июля 1958 году в Баку, похоронен в Аллее почетного захоронения.

## Основная научная деятельность

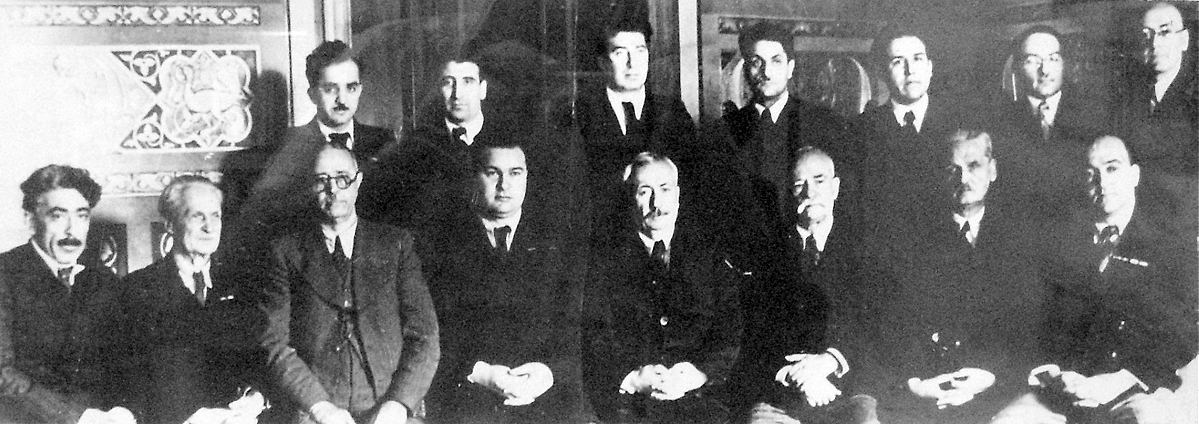
Первые члены Президиума АН АзССР, 1945 г.
Нижний ряд (слева направо, сидят): поэт С. Вургун, учёный-гидравлик И. Г. Есьман, У. Гаджибеков, А. А. Ализаде, президент Академии М. Миркасимов, И. И. Широкогоров, А. А. Гроссгейм, М. А. Топчибашев (учёный, хирург). Стоят: Ю. Мамедалиев, М. А. Ибрагимов, Ш. А. Азизбеков, Г. Н. Гусейнов, Мир-Али Кашкай, С. А. Дадашев, М. А. Усейнов

Основной научная деятельностью Миркасимова являлось изучение этиологии моче-каменной болезни, гнойного перитонита, анестезиологии, травматологии, урологии и актуальных вопросов хирургии. Кроме этого, большая заслуга учёного была в подготовке высококвалифицированных кадров. Мир Асадулла Миркасимов был одним из первых авторов научных трудов и учебников на азербайджанском языке, посвященных общей хирургии.
Заслуженный деятель науки Азербайджана (1934). Удостоен ордена Ленина (1946), дважды ордена Трудового Красного Знамени 1950 (27.04.1940, «в ознаменование 20-й годовщины освобождения Азербайджана от ига капитализма и установления там советской власти, за успехи в развитии нефтяной промышленности, за достижения в области подъёма сельского хозяйства и образцовое выполнение строительства Самур-Дивичинского канала»; ...), ордена Красной Звезды, награждён медалями.
Является автором 6 монографий и учебников, более 50 научных трудов.
Мир Асадулла Миркасимов считается основоположником научно-практической урологии, а также организатором научной школы медицинской хирургии в Азербайджане.

## Семья
- Отец — Мир Алескер[5] ага[13], сеид[5] преподаватель арабского языка мусульманской духовной семинарии, был братом матери Мирмовсум аги[14].
- Мать — Сеидханым[15].
- Жена[16][17] — Джейран ханум Искендер (Алиискендер[16]) бек кызы Мир-Касимова[18], автор книги «Записки одной матери»[19], сестра[17] Соны Ахундовой-Гараевой (поэтесса, одна из первых женщин в Азербайджане, получивших высшее образование[20], жена азербайджанского советского врача-педиатра профессора Абульфаза Фарадж оглы Гараева[21], мать композитора Кара Караева и бывшего главного хирурга Министерства здравоохранения Азербайджанской ССР Мурсала Гараева, бабушка композитора Джахангира Гараева[22] и бывшего[23] министра культуры Азербайджана Абульфаза Гараева[22]).
  - Сын - Мир-Мустафа, участник Второй мировой войны[24], хирург[25]. Заслуженный врач Азербайджана[24].
  - Сын[19][25] — Миралескер (Мирали)[26] Миркасимов[27], скульптор. Заслуженный деятель искусств Азербайджанской ССР, народный художник Азербайджанской ССР[28].
  - Сын - Фарид Мир-Касимов, инженер-нефтяник, его сын Мир-Асадулла — врач[24].
  - Сын - Руфат Мир-Касимов[24][29], доктор физико-математических наук[29], профессор, член-корреспондент Академии наук Азербайджана[24].
  - Сын — Октай Мир-Касимов[24], кинорежиссёр и сценарист[30]. Народный артист Азербайджана[24][31].
    - Внучка — Аян Мир-Касимова[24]. Народная артистка Азербайджана[32].
    - У академика Мир-Касимова 9 внуков и 10 правнуков[источник не указан 242 дня].

## Память

Мемориальные доски на стене дома в Баку, в котором жил Мир Асадулла Миркасимов: на азербайджанском (слева) и на русском (справа) языках

Распоряжением президента Азербайджана Ильхама Алиева в 2013 году в Баку отметили 130-летие Мирасадуллы Миргасымова.
Именем Мирасадуллы Миргасымова в Баку названы одна из улиц и Республиканская клиническая больница.